# Tretogonia tomentosa
Tretogonia tomentosa är en insektsart som först beskrevs av William Lucas Distant 1908.  Tretogonia tomentosa ingår i släktet Tretogonia och familjen dvärgstritar.
Artens utbredningsområde är Ecuador. Inga underarter finns listade i Catalogue of Life.